# District de Nagykáta
Le district de Nagykáta (en hongrois : Nagykátai járás) est un des 18 districts du comitat de Pest en Hongrie. Il compte 74 168 habitants et rassemble 16 localités : 13 communes et 3 villes dont Nagykáta, son chef-lieu.
Cette entité existait déjà auparavant sous le nom de Kecskeméti felső járás jusqu'en 1898 et sous son nom actuel jusqu'à la réforme territoriale de 1983.

## Localités
- Farmos
- Kóka
- Mende
- Nagykáta
- Pánd
- Szentlőrinckáta
- Szentmártonkáta
- Sülysáp
- Tápióbicske
- Tápiógyörgye
- Tápiószecső
- Tápiószele
- Tápiószentmárton
- Tápióság
- Tóalmás
- Úri